# Bernhard von Koehne

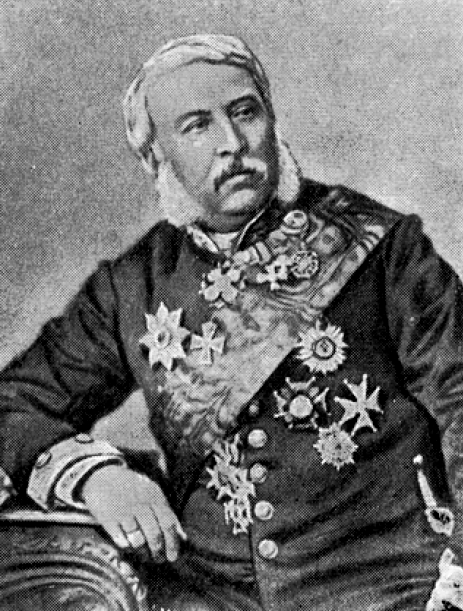
Bernhard Freiherr von Koehne

Bernhard Karl Freiherr von Koehne, in Russland Бернгард (Борис) Васильевич Кёне (Berngard (oder Boris) Valisil'evič Këne), (* 4. Juli 1817 in Berlin; † 17. Februar 1886 in Würzburg) war ein deutscher Numismatiker, Heraldiker und Direktor an der Eremitage in St. Petersburg. 1843 zählte er zu den Mitgründern der Numismatischen Gesellschaft zu Berlin.

## Leben
Nach dem Besuch des Friedrich-Wilhelms Gymnasium in seiner Heimatstadt studierte Koehne seit 1837 an den Universitäten Berlin und Leipzig. In Berlin wurde er 1840 promoviert und war 1844 bis 1845 als Privatdozent für Numismatik an der Berliner Universität tätig, wo er Numismatik des Mittelalters und Heraldik las.
1841 gründete er die Zeitschrift für Münz-, Siegel- und Wappenkunde. Koehne gab 1843 der Anstoß für die Gründung der Numismatischen Gesellschaft zu Berlin, der ältesten numismatischen Vereinigung in Deutschland. Koehne wurde Sekretär der Gesellschaft, General Wilhelm Fürst von Radziwill ihr Vorsitzender. Dem Gründungsvorstand gehörte außerdem Rittmeister Adolf von Rauch an. Rauchs numismatische Privatsammlung stellte Koehne im gleichen Jahr mit einer Publikation vor. Ebenfalls 1843 wurde Koehne korrespondierendes Mitglied der Gesellschaft für Geschichte und Altertumskunde der Ostseeprovinzen Russlands.
1845 ging er an die kaiserliche Eremitage in Sankt Petersburg, wo er u. a. Direktor der numismatischen Abteilung war. Darüber hinaus begann er einen Katalog der Gemäldesammlung der Eremitage. 1868 wurde er zum wissenschaftlichen Beirat der Eremitage ernannt.

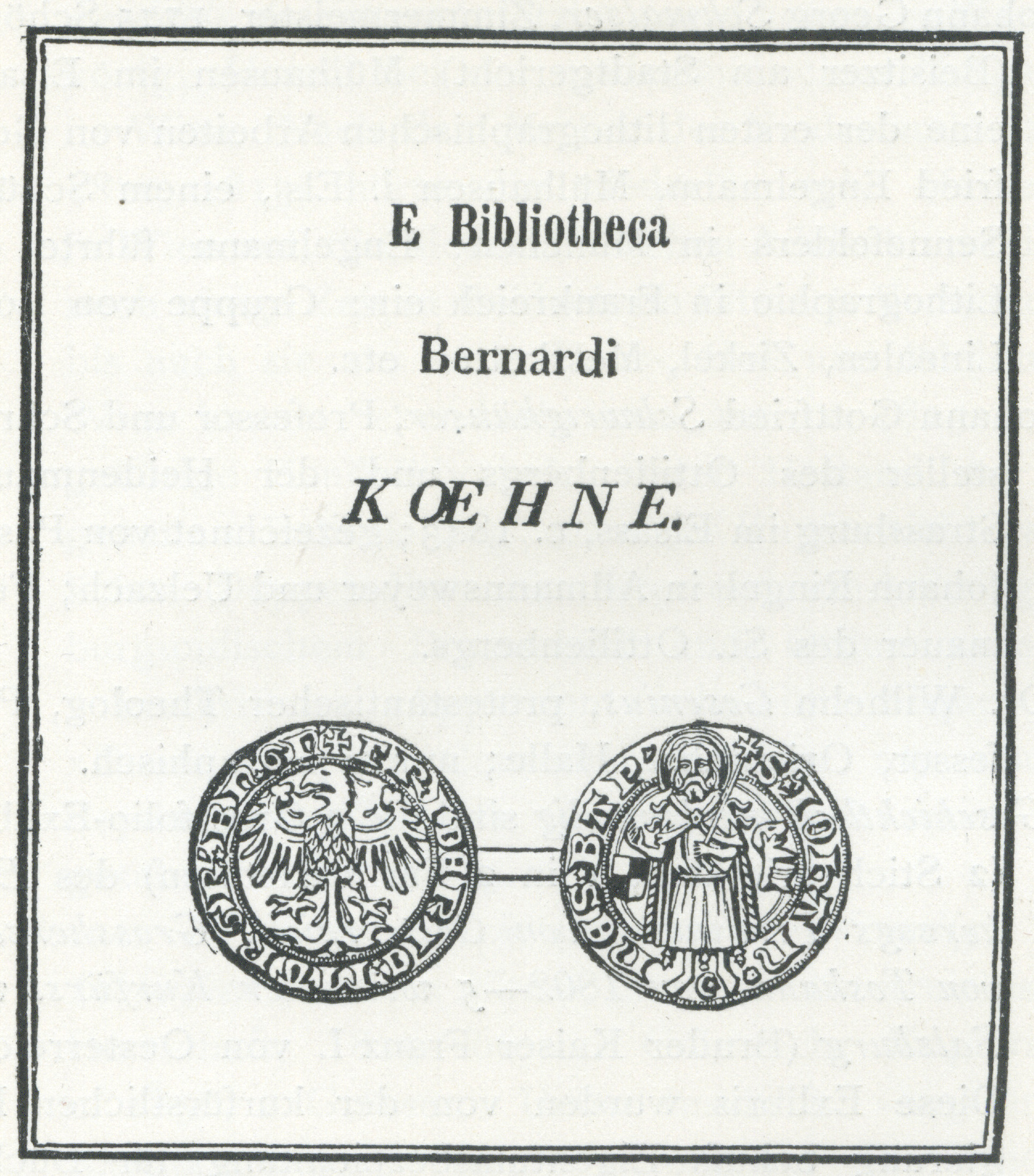
Exlibris von Bernhard von Koehne

Eine große Anzahl wertvoller Arbeiten, namentlich über das antike Münzwesen und des deutschen Mittelalters gehörten zu seinem Schaffen. Sein Hauptwerk veröffentlichte er über die antike Numismatik des Pontus, Bosporus und der Krim.
Er arbeitete auch für das russische Heroldsamt und machte sich um die russische Heraldik verdient, wofür er geadelt wurde. 1857 wurde er Direktor der heraldischen Abteilung des russischen Senats.
Seit 1861 war er assoziiertes Mitglied der Académie royale des Sciences, des Lettres et des Beaux-Arts de Belgique (Classe des Lettres et des Sciences morales et politiques) und seit 1870 auswärtiges Mitglied der Königlich Dänischen Akademie der Wissenschaften.

## Schriften (Auswahl)

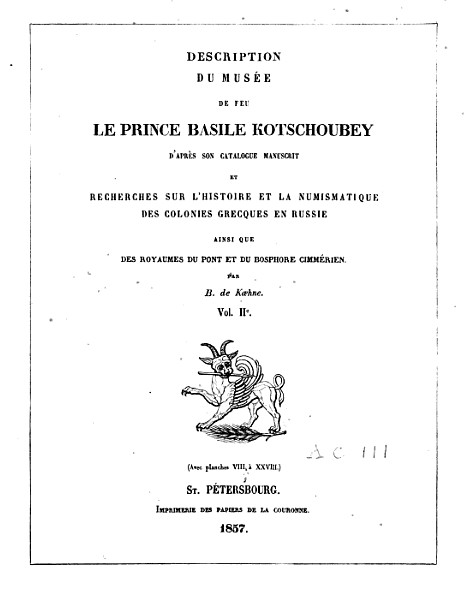
Titelblatt des Werks Description du musée de feu le prince Basile Kotschoubey

- Berliner Blätter für Münz-, Siegel- und Wappenkunde. 6 Bände. 1863–1873, ZDB-ID 801403-6, (Digitalisat).
- Das Münzwesen der Stadt Berlin. Ein historischer Versuch. In: Ernst Fidicin: Historisch-diplomatische Beiträge zur Geschichte der Stadt Berlin. Theil 3: Berlinische Regesten von 949 bis 1550. Hayn, Berlin 1837, S. 429–503, (Auch als Sonderabdruck mit einem Vorwort von Gottfried Loos. Hayn, Berlin 1837, Digitalisat).
- De numis Friderici II., electoris Brandenburgici. Hayn, Berlin 1840 (Digitalisat; Dissertation).
- Das Münzwesen der Mark Brandenburg unter Kurfürst Friedrich II. In: Zeitschrift für Münz-, Siegel- und Wappenkunde. Bd. 1, Heft 7, 1841, S. 193–243.
- Die einzige brandenburgische Münze des Kurfürsten Albrecht Achilles. In: Programm der numismatischen Gesellschaft in Berlin zur Feier des Eckhel-Festes am 13ten Januar 1845. Mittler, Berlin 1845, S. 10–14.
- Исследования об истории и древностях города Херсониса Таврического. s. n., Sankt Petersburg 1848.
- Ueber die im Russischen Reiche gefundenen Abendländischen Münzen des X, XI und XIIten Jahrhunderts. 2 Teile. Sankt Petersburg 1849–1850, (Sonderabdruck als: Über die im Russischen Reiche gefundenen Abendländischen Münzen des X, XI und XII Jahrhunderts. s. n., Sankt Petersburg 1850, Digitalisat);
  - Teil 1 in: Mémoires de la Société d’Archéologie et de Numismatique de St. Pétersbourg. Bd. 3, 1849, ZDB-ID 2935198-4, S. 352–391;
  - Teil 2 in: Mémoires de la Société Impériale d'Archéologie. Bd. 4, 1850, ZDB-ID 982284-7, S. 34–113.
- Описание Музеума покойного князя Василия Викторовича Кочубея (составлено по его рукописному каталогу) и исследования об истории и нумизматике греческих поселений в России, равно как царств: Понтийского и Босфора Киммерийского. 2 Bände. s. n., Sankt Petersburg 1857, (In Französisch: Déscription du musée de feu le prince Basile Kotschoubey d’après son catalogue manuscrit et recherches sur l’histoire et la numismatique des colonies Grecques en Russie ainsi que des royaumes du Pont et du Bosphore Cimmérien. 2 Bände. s. n., Sankt Petersburg 1857, Digitalisate: Bd. 1, Bd. 2).
- Notice sur les sceaux et les armoiries de la Russie. Partie 1[4]. Schneider, Berlin 1861, (Digitalisat).
- Ermitage Impérial. Catalogue de la Galerie des Tableaux. s. n., Sankt Petersburg 1863, (2nd édition: 3 Bände (Bd. 1: Les écoles d’Italie et d’Espagne. Bd. 2: Les écoles germaniques. Bd. 3: Les écoles anglaise, française et russe.). ebenda 1869–1871).
- Vom Doppeladler. In: Berliner Blätter für Münz-, Siegel- und Wappenkunde. Bd. 6, 1871, S. 1–26, (Sonderabdruck als: Ueber den Doppeladler. Weber, Berlin 1871)